# Евроазијска економска комисија
Евроазијска економска комисија (скраћ. ЕЕК; рус. Евразийская экономическая комиссия, скраћ. ЕЭК) једини је стални регулаторни орган Царинског савеза и Јединственог економског простора.
Конституисана је на основу Уговора о Евроазијској економској комисији (2012) који су потписале Бјелорусија, Казахстан и Русија.

## Састав Колегијума
| Портфељ                                                     | Министар                                  | Држава     | Партија | Слика |
| ----------------------------------------------------------- | ----------------------------------------- | ---------- | ------- | ----- |
| Председник                                                  | Тигран Саргсјан (од 1. фебруара 2016)     | Јерменија  |         |       |
| Министарка у главним областима интеграције и макроекономије | Татјана Валоваја                          | Русија     |         |       |
| Министар за техничке уредбе                                 | Валериј Корешков                          | Белорусија |         |       |
| Министар за економију и финансијску политику                | Тимур Сулејменов                          | Казахстан  |         |       |
| Министар за царинску сарадњу                                | Владимир Гошин                            | Белорусија |         |       |
| Министарка за трговину                                      | Вероника Никишина                         | Русија     |         |       |
| Министар за индустрију и агро-индустријски комплекс         | Сергеј Сидорски                           | Белорусија |         |       |
| Министар енергетике и инфраструктуре                        | Таир Мансуров (од 26. децембра 2014)      | Казахстан  |         |       |
| Министар конкуренције и антимонополске регулативе           | Нурлан Алдабергенов (од 1. фебруара 2012) | Казахстан  |         |       |
| Члан колеџа - министар                                      | Карине Манасјан (од 2. јануара 2015)      | Јерменија  |         |       |
| Члан колеџа - министар                                      | Роберт Ауртјонјан (од 2. јануара 2015)    | Јерменија  |         |       |
| Члан колеџа - министар                                      | Ара Нрајанан (од 2. јануара 2015)         | Јерменија  |         |       |
| Члан колеџа - министар                                      | Мукаи Кадрикулов (од 8. маја 2015)        | Киргистан  |         |       |
| Члан колеџа - министар                                      | Дамил Ибраев (од 8. маја 2015)            | Киргистан  |         |       |